# Stade Raymond-Kopa
Le stade Raymond-Kopa est le principal stade de la ville d'Angers. Construit en 1912, il est situé au sud-est de la ville dans le quartier Justices-Madeleine-Saint Léonard.
Il accueille le club de football d'Angers SCO, évoluant en Ligue 1.
Sa capacité actuelle est de 19 800 places depuis l'inauguration de la nouvelle tribune Saint-Léonard en août 2022. Il porte le nom de Raymond Kopa, footballeur français ayant commencé sa carrière professionnelle à Angers.

## Histoire
Cette enceinte fut inaugurée en 1912 sous le nom de stade Bessonneau par son créateur, l'industriel angevin Julien Bessonneau. Il est rénové en 1925. Devenu stade municipal en 1957, il est à nouveau rénové et la piste d'athlétisme ceinturant jusque-là le terrain est détruite et la tribune Saint-Léonard est alors construite. Dès lors, le stade est rebaptisé Jean Bouin et peut alors accueillir plus de 21 000 spectateurs.
En 1993, le stade est complètement réhabilité afin de valider la montée en Ligue 1, et ce grâce à la construction de la tribune Colombier, plus ancienne que les virages du stade Vélodrome de Marseille dont l'architecture est comparable[pas clair][réf. souhaitée]. Mais à la suite des restrictions liées à la sécurité, la capacité du stade est limitée à 17 000 places à la fin des années 1990. Sa fameuse butte en herbe se trouvant derrière l'un des deux buts est alors rasée. Cette butte symbole d'un stade historique pour la ville accueillait les plus fervents supporters scoïstes.
En 2010, la butte, située sur le côté ouest du stade est définitivement rasée afin de permettre la construction de la tribune Coubertin d'une capacité de 5 400 places.
En 2014, deux écrans géants de 38,2 m2 sont installés, à l'angle des tribunes Coubertin et Saint-Léonard et des tribunes Colombier et Jean-Bouin.
En 2015, le club installe la goal-line technology. Les loges dans la tribune Jean-Bouin sont également refaites afin d'accueillir dans de meilleures conditions partenaires et médias à l'occasion du retour en Ligue 1.
Le 6 mars 2017, le maire d'Angers Christophe Béchu annonce sa volonté de renommer le stade du nom de Raymond Kopa, décédé quelques jours plus tôt et qui a effectué ses deux premières années professionnelles à Angers. Le 27 mars 2017, le conseil municipal d'Angers vote à l’unanimité la nouvelle appellation.
Le 6 octobre 2017, l'architecte Bruno Huet est retenu pour conduire la rénovation et l'extension de la future tribune Colombier. La capacité de cette nouvelle tribune Colombier est de 4 447 places contre 3 400 anciennement. Désormais couverte et dotée d’un écran, cette tribune est accessible par deux ascenseurs. On note également l'apparition du sigle SCO en bas de tribune comme pour la tribune Coubertin en face.
En mai 2018, la ville d'Angers et le club signent un bail emphytéotique administratif d'une durée de trente-cinq ans ce qui permet au club d'engager d'importants travaux d'amélioration du stade.
À la fin de la saison 2019 sont entrepris des travaux de reconstruction de la tribune Saint-Léonard dans le cadre de ce projet de rénovation du stade. Celle-ci est inaugurée au début de la saison 2022-2023 et elle possède désormais une capacité de 5 272 places — ce qui porte la capacité totale du stade à près de 20 000 places —. Le stade dispose aussi dorénavant d'un restaurant et d'un amphithéâtre. La tribune Saint-Léonard devient donc la tribune officielle et principale qui était auparavant la tribune Jean-Bouin,.

## Anecdotes
Le 24 octobre 2008, le stade Raymond-Kopa est le premier à accueillir une femme arbitre (Sabine Bonnin) lors d'un match de football entre deux équipes professionnelles. C'était lors de la seconde mi-temps du match Angers-Tours (2-0).

## Utilisation

### Football

#### Matchs internationaux féminins
| Date              | Compétition                         | Équipe 1 | Équipe 2   | Score | Affluence |
| ----------------- | ----------------------------------- | -------- | ---------- | ----- | --------- |
| 1er juin 1996     | Euro 1997 (Éliminatoires)           | France   | Islande    | 3 - 0 | 3 000     |
| 24 septembre 2005 | Coupe du monde 2007 (Éliminatoires) | France   | Pays-Bas   | 0 - 1 | 5 635     |
| 19 novembre 2010  | Match amical                        | France   | Pologne    | 5 - 0 | 4 371     |
| 6 juillet 2013    | Match amical                        | France   | Australie  | 0 - 2 | 9 187     |
| 5 avril 2014      | Coupe du monde 2015 (Éliminatoires) | France   | Kazakhstan | 7 - 0 | 7 231     |
| 15 février 2023   | Tournoi de France 2023              | Norvège  | Uruguay    | 1 - 0 | ?         |
| 18 février 2023   | Tournoi de France 2023              | France   | Uruguay    | 5 - 1 | 9 040     |
| 21 février 2023   | Tournoi de France 2023              | France   | Norvège    | 0 - 0 | 11 457    |
| 30 novembre 2024  | Match amical                        | France   | Nigéria    | 2 - 1 | 5 330     |

#### Matchs internationaux espoirs
| Date             | Compétition                       | Équipe 1 | Équipe 2  | Score | Affluence |
| ---------------- | --------------------------------- | -------- | --------- | ----- | --------- |
| 30 mars 1991     | Euro espoirs 1992 (Éliminatoires) | France   | Albanie   | 3 - 0 | ?         |
| 14 novembre 2011 | Euro espoirs 2013 (Éliminatoires) | France   | Slovaquie | 2 - 0 | ?         |
| 24 mars 2016     | Euro espoirs 2017 (Éliminatoires) | France   | Écosse    | 2 - 0 | ?         |
| 6 septembre 2024 | Euro espoirs 2025 (Éliminatoires) | France   | Slovénie  | 1 - 1 | 6 419     |